# Stadiumi i Qytetit të Suharekës
Stadiumi i Qytetit (Stadion Miejski) – stadion piłkarski w Suva Reka, w Kosowie. Obiekt może pomieścić 3000 widzów. Swoje spotkania rozgrywają na nim piłkarze klubu KF Ballkani Suva Reka.